# Margaret McMillan

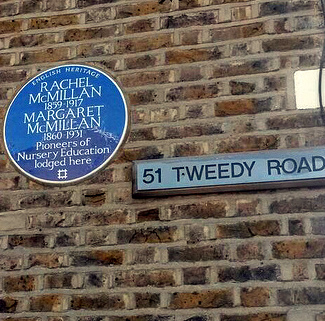
Rachel & Margaret McMillan, Bromley.

Margaret McMillan (Westchester, Nueva York 1860 -  Harrow, Londres, 27 de marzo de 1931) fue una socialista cristiana (según Simkin 1997) y formó parte de la Sociedad Fabiana que se ocupó del trabajo social en las circunscripciones electorales de Bradford, en el norte de Inglaterra, y de Deptford, en Londres. En estos distritos luchó para conseguir reformas para la mejora de la salud de los niños, y escribió varios libros sobre educación, centrándose en un método basado en el juego que sólo mucho más adelante ha gozado de aceptación generalizada.
Uno de sus intereses era cómo hacer que los niños pudieran aprender fuera de la escuela en un ámbito exterior. El Rachel McMillan College, que lleva el nombre de la hermana de Margaret, fue fundado en 1930 y se unió al Goldsmiths College de la capital británica en 1970, aunque todavía existen residencias de estudiantes en Creek Road de Deptford con este nombre. 
A principios de mayo de 1936 el Duque de York (Jorge VI del Reino Unido) inauguró la Margaret McMillan House, el primer centro de educación al aire libre del país creado con este propósito en memoria de la educadora. El centro ahora pertenece a Widehorizons, una organización sin ánimo de lucro. 
En Bradford existe un centro memorial Margaret McMillan desde 1952, así como un parque a Deptford llamado por ella. 